# كيوبيد (قمر)
|                              |                          |
| اكتشافه                      |                          |
| اكتشفه                       | مارك شوالتر وجاك ليزاوير |
| في سنة                       | 2003                     |
| خصائص المدار                 |                          |
| نصف قطر المدار               | 74,392 كيلومتر           |
| الشذوذ المداري               | 0.0013                   |
| فترة المدارِ الفلكية          | 0.618 يوم                |
| الميل المداري إلى مسار الشمس | 0.1°                     |
| قمر لكوكب                    | أورانوس                  |
| الخصائص الطبيعية             |                          |
| نصف القطر                    | 18 كيلومتر               |
| كتلة                         | ~3.8 ×1015 كيلوغرام      |
| كثافة                        | ~1.3 فرضا غرام\سنتيمتر3  |
| جاذبية سطحية على خط الاستواء | ~0.0031 متر\ثانية2، (    |
| درجة البياض الهندسي          | 0.07 فرضا                |

القمر كيوبيد (بالإنجليزية: Cupid) هو قمر طبيعي داخلي لكوكب أورانوس. اكتشف باستخدام تلسكوب هابل من قبل العالمين مارك شوالتر وجاك ليزاوير في سنة 2003.، والتعيين مؤقت له S/2003 U 2. اسمه مشتق من مسرحية تيمون الأثيني لويليام شكسبير.
.
ينتمي كيوبيد إلى مجموعة أقمار بورتشيا والتي تتكون من 27 قمرا، والتي تتضمن أيضا جولييت وبيانكا وبليندا وبورشيا وروزاليند وديسديمونا وكريسيدا وبرديتا ولهذه الأقمار نفس الخصائص المدارية.
هو أصغر قمر داخلي لأورانوس يبلغ قطره 18 كم ولهذا السبب وبسبب ظلمة سطحه كان من الصعب تحديده خلال رحلة فوياجر 2 حول أورانوس سنة 1986.
يختلف مدار كيوبيد فقط 863 كم عن مدار بليندا القمر الأكبر، وهو لا يعاني من ظاهرة القلق مثل القمرين ماب وبرديتا.